# Angel Dust (album de Faith No More)
Pour les articles homonymes, voir Angel Dust.
Albums de Faith No More
Live at the Brixton Academy
(1989) King for a Day... Fool for a Lifetime
(1995)
Angel Dust est le quatrième album studio du groupe californien Faith No More. Il est sorti en juin 1992 sur le label américain Slash Records.
Comparativement à The Real Thing, le ton d'Angel Dust se fait plus sombre et sérieux. Il est également plus expérimental que son prédécesseur. Le phrasé rap a de plus été mis plus en retrait.

## Liste des titres
1. Land of Sunshine
2. Caffeine
3. Midlife Crisis
4. RV
5. Smaller and Smaller
6. Everything's Ruined
7. Malpractice
8. Kindergarten
9. Be Aggressive
10. A Small Victory
11. Crack Hitler
12. Jizzlobber
13. Midnight Cowboy
14. Easy
15. As the Worm Turns[1]

## Personnel
- Mike Bordin - Batterie
- Roddy Bottum - Claviers
- Bill Gould - Basse
- Jim Martin - Guitare
- Mike Patton - Chant